# Tillia (Departement)
Tillia ist ein Departement in der Region Tahoua in Niger.

## Geographie
Das Departement Tillia liegt im Westen des Landes und grenzt an Mali. Es erstreckt sich über das Gebiet der gleichnamigen Landgemeinde Tillia.
Die Jagdzonen von Tillia und Télemcès zählen zu den von der staatlichen Generaldirektion für Umwelt, Wasser und Forstwirtschaft festgelegten offiziellen Jagdrevieren Nigers.

## Geschichte
Das Departement geht auf den Verwaltungsposten (poste administratif) von Tillia zurück, der 1964 eingerichtet wurde. 2011 wurde der Verwaltungsposten aus dem Departement Tchintabaraden herausgelöst und zum Departement Tillia erhoben. Infolge des Konflikts in Nordmali verordnete die Regierung Nigers im März 2017 im Departement Tillia und sechs weiteren Departements den Ausnahmezustand, der danach mehrmals verlängert wurde.

## Bevölkerung
Das Departement Tillia hat gemäß der Volkszählung 2012 39.067 Einwohner. Von 2001 bis 2012 stieg die Einwohnerzahl jährlich durchschnittlich um 7,5 % (landesweit: 3,9 %).

## Verwaltung

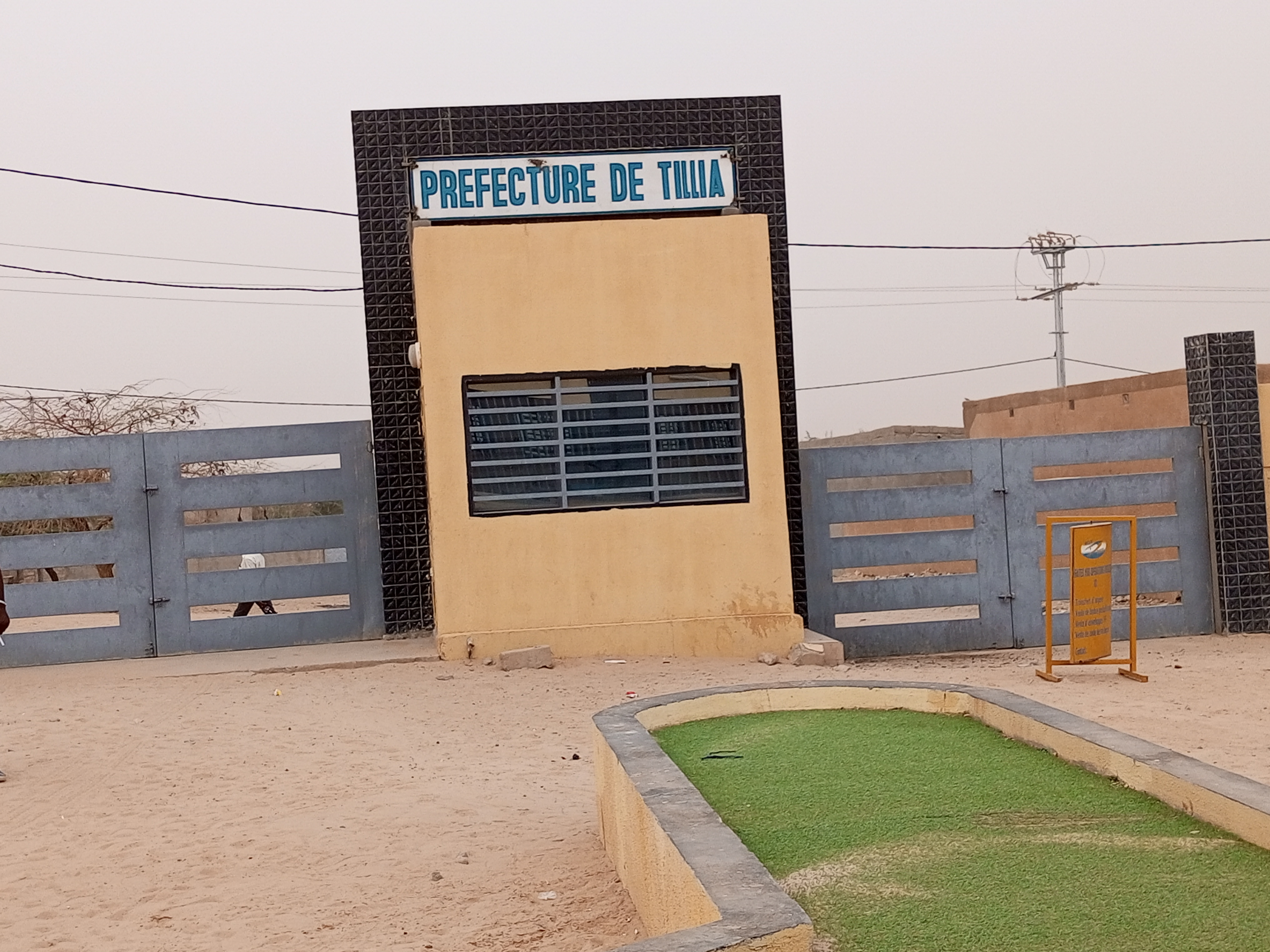
Präfektur des Departements Tillia (2023)

An der Spitze des Departements steht ein Präfekt (französisch: préfet), der vom Ministerrat auf Vorschlag des Innenministers ernannt wird.
| Amtszeit                      | Name                                    |
| ----------------------------- | --------------------------------------- |
| 29. Feb. 2012 – 4. Dez. 2013  | Boureima Seyni                          |
| 4. Dez. 2013 – 25. Jun. 2015  | Alhousseini Biki (alias Alhoussei Biky) |
| 25. Jun. 2015 – 29. Jul. 2016 | Ghosmane Bilal                          |
| 29. Jul. 2016 – 23. Mär. 2017 | Nafa Roueba                             |
| 23. Mär. 2017 – 9. Okt. 2018  | Emini Ahmed                             |
| 9. Okt. 2018 – 26. Jul. 2019  | Bockli Najim (alias Bokli Najim)        |
| 26. Jul. 2019 – 13. Nov. 2020 | Ibrahim Illasso                         |
| 13. Nov. 2020 – 8. Nov. 2021  | Banka Welan Alkhousseini                |
| 8. Nov. 2021 – 24. Aug. 2023  | Aboubacar Alhousseini Algoubass         |
| seit 24. Aug. 2023            | Ibrahim Harouna Chipkaou                |